# 헝거 게임 (소설)
《헝거 게임》(영어: The Hunger Games)은 수잔 콜린스가 쓴 영 어덜트 SF 소설이다. 2008년 9월 14일에 스콜라스틱에서 출판되었다.

## 개요
헝거 게임 3부작 중 첫 번째 책이다. 1인칭 시점으로 쓰여졌으며, 북아메리카에 있는 판엠(Panem)이라는 이름의 국가가 존재하는 암울한 미래 세계에 살고 있는 열 여섯 살 소녀 캣니스 에버딘(Katniss Everdeen)이 주인공이다. 판엠은 원래 국민들에게 행복을 베푸는 나라였지만,13개 구역이 판엠의 도시 중 하나인 캐피톨에 반란을 일으켰다가 캐피톨에게 패배하였고,그중 13번 구역은 아예 지도에서 사라져 버렸다. 캐피톨은 다른 구역들에게 자신들한테 반란을 일으키면 어떻게 되는지에 대한 인식을 심어주기 위해서 서바이벌형 게임인 헝거게임을 만들었다. 책에서, 헝거 게임은 매년마다 열리며 텔레비전으로 방송되는 게임으로, 캐피톨이 각각의 12개 구역에서 만 12 살에서 18 살의 소년과 소녀를 뽑아서 한 사람만이 살아남는 서바이벌이다.

## 논란
헝거게임은 일본 책 '배틀로얄'과 비슷하다는 비평을 받았다. 하지만 콜린스는 배틀로얄이라는 책이 존재 하는지는 자신의 책을 낸 후에 알게 되었다고 했다. 책의 아이디어는 텔레비전 채널을 돌리다가 헝거 게임을 생각해냈다고 말했다. 콜린스는 한 채널에서 리얼리티 쇼에서 경쟁하는 사람들을 보았고, 또 다른 채널에서는 이라크 전쟁의 영상을 보았고, 이 두 내용을 섞어서 책의 아이디어가 만들어졌다고 한다. 그리스 신화의 테세우스도 또한 책에 영향을 주었는데, 콜린스는 주인공 캣니스를 미래의 테세우스로 묘사했다. 콜린스의 아버지의 베트남 전쟁에서의 경험이 사랑하는 사람을 잃는 두려움이 어떤 것인지 이해하는 데 도움이 되었다.
이 책은 페이퍼백으로 발행되었고, 또한 캐롤린 맥코믹의 목소리가 담긴 오디오북으로도 발매되었다. 헝거 게임은 약 20만 권이 초판 인쇄되었는데, 원래의 5만 권에서 4배 증가한 것이다. 책이 발행되자마자, 이 소설은 26 언어로 번역되었고 38 개국에 수출되었다. 스티븐 킹과 같은 주요 비평가와 작가들로부터 대부분 긍정적인 평가를 받았다. 헝거 게임은 3부작 중 첫 번째 권이며, 2 편은 캣칭 파이어로, 2009년 9월 1일에 출판되었고, 3 편 모킹제이가 2010년 8월 24일 출판되었다.
참고로 영화는 15세 이상이다.

## 등장인물
- 헤이미치 에버내시 (Haymitch Abernathy)
- 게일 호손 (Gale Hawthorne)
- 캣니스 에버딘(Katniss Everdeen)
- 피타 멜라크(Peeta Mellark)
- 프림로즈 에버딘(Primrose Everdeen)
- 루(Rue)
- 카토 (Cato)
- 클로브 (Clove)
- 에피 트링켓 (Effie Trinket)

## 같이 보기
- 헝거 게임
- 캣칭 파이어
- 모킹제이